# Stefan Leko
Pour les articles homonymes, voir Leko.
Stefan Leko est un kick-boxeur croate né en Allemagne le 3 juin 1974, il a notamment remporté deux World GP sur le circuit K-1.

## Titres
- 1996 IKBF Full Contact World Champion
- 1997 IKBF Kickboxing Champion
- 1997 WMTA Muay Thai World Champion
- 1998 K-1 Fight Night 4 Champion
- 1999 K-1 Dreams Champion
- 2001 K-1 World Grand Prix in Las Vegas Champion
- 2006 K-1 World Grand Prix in Las Vegas II Champion